# Puccinia liatridis
Puccinia liatridis är en svampart som beskrevs av Bethel ex Arthur 1934. Puccinia liatridis ingår i släktet Puccinia och familjen Pucciniaceae.   Inga underarter finns listade i Catalogue of Life.